# Joseph de Munck
Joseph de Munck was een Belgische katholieke priester van de Redemptoristenorde, bekend om zijn historisch onderzoek naar het oude Koninkrijk Kongo.

## Koninkrijk Kongo
In veel opzichten trad hij in de voetsporen van Jean Cuvelier, die dankzij zijn werk met documenten en mondelinge overlevering wordt beschouwd als een van de voornaamste historici van het koninkrijk. De Munck had een bijzondere voorliefde voor de Kikongo-talen en hield zelfs regelmatig persoonlijke notities in die taal bij. Hij was bijzonder actief op het gebied van onderzoek naar mondelinge tradities. Zo stuurde hij catechisten van de missie uit naar alle Kikongo-sprekende gebieden van Belgisch-Congo, en later ook in de onafhankelijke Republiek Congo, de Republiek Zaïre en grote delen van Noord-Angola, om tradities te verzamelen. Hoewel hij relatief weinig publiceerde, zijn er toch enkele belangrijke werken van zijn hand. De bekendste daarvan is de vierde, uitgebreide editie van Nkutama a mvila za makanda (oorspronkelijk samengesteld door Jean Cuvelier in 1934, herzien in 1972), en vooral Kinkulu kia Nsi eto (Matadi, 1971). Dit laatste werk is een beknopt overzicht van de geschiedenis van Kongo vanaf de vroegste tijden tot aan de onafhankelijkheid. In dit boek verwerkte De Munck een deel van zijn onderzoek naar mondelinge tradities, met name met betrekking tot de 19e eeuw, waardoor het unieke historische gegevens bevat die nergens anders in druk zijn verschenen.